# 6639 Marchis
6639 Marchis è un asteroide della fascia principale. Scoperto nel 1989, presenta un'orbita caratterizzata da un semiasse maggiore pari a 3,1644952 UA e da un'eccentricità di 0,1337064, inclinata di 2,53726° rispetto all'eclittica.
L'asteroide è dedicato al francese Franck Marchis, scopritore di (87) Sylvia II Remus.